# Viktor Lukašenko
Viktor Avraamovič Lukašenko (in russo  Виктор Авраамович Лукашенко?; Kiev, 2 luglio 1937 – 5 gennaio 2022) è stato un calciatore e allenatore di calcio sovietico, di ruolo difensore.

## Biografia
Ha trascorso la carriera da calciatore e la maggior parte della sua carriera da manager in club ucraini, allenando anche diverse squadre russe, tra cui il Rubin Kazan' e il Lada Togliatti.